# Ida Gabrielsson
Ida Anna Carolina Gabrielsson, född Eriksson 19 november 1981 i Sandviken, Gävleborgs län, är en svensk politiker (vänsterpartist). Hon är ordinarie riksdagsledamot sedan 2018, invald för Stockholms läns valkrets respektive Stockholms kommuns valkrets.
Gabrielsson var förbundsordförande för Ung Vänster åren 2005–2011. Hon hade dessförinnan varit vice förbundsordförande, förbundsstyrelseledamot och ordförande i förbundets feministiska utskott samt distriktsordförande i Ung Vänster i Gävleborgs län. Hon efterträddes av Stefan Lindborg.
2010 utsågs Gabrielsson till att leda Vänsterpartiets framtidskommission, "som fått uppdraget att se över och komma med förändringsförslag för partiets organisation och politik". Hon är också sedan 2010 ledamot i Vänsterpartiets programkommission. Ida Gabrielsson har också varit oppositionsråd för Vänsterpartiet och andre vice ordförande för kommunfullmäktige i Sandviken.
Sedan 2020 är Gabrielsson vice ordförande för Vänsterpartiet.